# Сања Богосављевић
Сања Богосављевић (Београд, 28. јун 1979) српска је поп певачица. Чланица је бенда Бјути квинс и апсолвент на Факултету Музичке уметности у Београду, на одсеку за клавир.

## Почеци
Још од детињства, Сања је имала контакте са музиком. Са десет година учествовала је на фестивалу Деца певају хитове где је освојила друго место. Дуги низ година је певала у Дечјем хору Радио-телевизије Београд. Апсолвент је на Факултету Музичке уметности у Београду, на одсеку за клавир.

## Каријера
Сања је једно време била члан музичке групе "Дива", затим је са Бла бла бендом успешно учествовала на фестивалима Беовизија 2006. где осваја награду за дебитантски наступ, као и Беовизија 2007.
На Песми Евровизије одржаној у мају 2007. године, у Финској, била је чланица пратећег вокалног ансамбла Марије Шерифовић интерпретирајући композицију Молитва, са којом Србија осваја прво место.
Од јуна исте године постаје чланица популарног састава бенда Бјути Квинс са којим учествује на већем броју музичких фестивала, међу којима и фестивал Сунчане скале у Херцег Новом, 2008. и 2010. године. Сарађивала је и певала пратеће вокале за различите познате музичаре у окружењу, попут Марије Шерифовић, Александре Радовић, Хари Мата Харија, Здравка Чолића, Лепе Брене, Дина Мерлина, Фламингоса и друге.
Са Балкан експрес бендом такође има дугогодишњу сарадњу.
Наступила је у првом полуфиналу, под редним бројем седам, на Беовизији 2020. са песмом Не пуштам, чији је аутор. На Песми за Евровизију 2022. наступа у првом полуфиналу, под редним бројем један са песмом Приђи ми, чији је аутор Илија Антовић. Обе песме се нису пласирале у велико финале.

## Награде и номинације
| Година | Награда                 | Категорија | Рад       | Исход               | Реф.  |
| ------ | ----------------------- | ---------- | --------- | ------------------- | ----- |
| 2020.  | Беовизија 2020.         |            | Не пуштам | Испала у полуфиналу | [ 5 ] |
| 2022.  | Песма за Евровизију ’22 |            | Приђи ми  | Испала у полуфиналу | [ 6 ] |

## Дискографија

### Бла Бла Бенд
Албуми:
- 2017: Године

#### Синглови:
- 2006: Малер
- 2007: Рулет

### Бјути квинс
Албуми:
- 2012: Бјути квинс

Синглови:
- 2007: Пет на један
- 2007: Против срца
- 2008: Завет
- 2008: Ти или он
- 2009: Афродизијак
- 2009: Superstar (са Оскаром и Ђорђем Марјановићем)
- 2010: Две исте

### Као соло извођач
Синглови:
- 2020: Не пуштам
- 2022: Приђи ми

## Фестивали
Са Бла Бла Бендом:
- Maлер, Беовизија 2006, 7. место
- Maлер, Европесма-Еуропјесма 2006, 23. место
- Руски рулет, Беовизија 2007, испадак у полуфиналу

Са Бјути квинс:
- Молитва (као пратећи вокали Марије Шерифовић), Евровизија 2007, 1. место
- Пет на један, 14. Музички Фестивал Будва '07
- Против срца, Охридски Фестивал 2007
- Завет, Беовизија 2008, 3. место
- Ти или он, Сунчане скале 2008. - Пјесма Љета
- Superstar (са Оскаром и Ђорђем Марјановићем), Беовизија 2009, 5. место
- Две исте, Сунчане скале 2010 - Пјесма Љета

Као соло извођач:
- Не пуштам, Беовизија 2020, испадак у полуфиналу
- Приђи ми, Песма за Евровизију 2022, испадак у полуфиналу